# モリナオヤ
モリナオヤ（1973年2月22日 - ）は、大分県出身のマルチクリエイター、ミュージシャン、イラストレーター。株式会社 遊園地化計画 代表取締役。

## 経歴
幼少時は絵画・物語制作・歌などに没頭し、小学校の夏休みの課題では挿絵満載の小説を作るような少年であり、中学では文化祭で原作脚本の芝居を制作したり、休日は映画制作に没頭していた。高校では音楽制作も開始し、高校のデザイン科を卒業後に上京。
1997年にフリーランスアーティストとしてデビュー。同年に東京都の井の頭公園・表参道にて「七百屋」（アート露店）を出店し、メディアに取り上げられた。その後、露店で歌うオリジナルソングが注目されたことを機会に路上ライブを開始し、精力的に活動を拡大していった。1999年には音楽活動がメインとなり、井の頭公園や中野サンプラザなどにてデビュー前のミュージシャンが行うのは史上初となった単独ライブを行った。
2000年より「モリナオヤ」の名前を使用し始め、レイズインに所属し、「モリナオヤ」名義でレイズインより2000年4月21日リリースのシングル『エジソン』でメジャーデビュー。10月4日リリースのシングル『夕空の紙飛行機』収録曲『夕空の紙飛行機』が『はじめの一歩』主題歌に起用されたことで知名度が広がった。2001年5月23日リリースの『360°/ Kitchen』を最後に音楽作品リリースが無くなり、事務所を退所した。
2003年には『絆』（自身が撮影・監督のドキュメント短編映画）が愛知万博で上映された。2005年にはアメリカ ニューヨークにてジロー今村（パフォーマー）のゲリラライブに同行してドキュメント映像撮影・監督・制作を担当し、海上知明『環境思想 歴史と体系』の表紙絵を制作した。2006年にはモリナオヤBANDとして大阪府を中心にライブツアーを開催し、表参道ヒルズに「眠りの森人形館」（立体作品）を出展した。また自身の活動名を総称して「遊園地化計画」と名付けた。2007年には岡本雄作の映画である『神様の言うとおり』『IRODORI』に役者として出演し、俳優デビューした。2008年にはスイス水筒メーカーであるシグの「ボトル2008モデル」にて自身のデザインが採用され、世界発売された。2012年には株式会社「遊園地化計画」を設立。『自転車で世界遺産を巡る旅』（モバイル端末のプロモーション企画）にライダーとして日本一周完走し、『くろねこルーシー』にて劇中似顔絵制作・似顔絵師役監修を担当した。2017年よりイベント活動や作品リリースが停止した。
2020年4月3日に『モリナドットメディア』（自身のウェブサイト）を公開し、公式サイトの移転を発表。同日に自身の創作活動総称を『morina』とすることを発表。更に同日にアルバム『ストーリー』を完全自主制作でリリースし、約19年ぶりの音楽作品リリースとなった。更に『世界を救う3秒前』（映画）をリリースした。

## 出演

### テレビ

#### ドラマ
- クロスロード（2016年2月25日 - 3月31日、NHK-BS）- 劇中似顔絵制作担当